# Stenobothrus werneri
Stenobothrus werneri är en insektsart som beskrevs av Adelung 1907. Stenobothrus werneri ingår i släktet Stenobothrus och familjen gräshoppor.

## Underarter
Arten delas in i följande underarter:
- S. w. werneri
- S. w. iranicus